# Chemin de fer Moudania Brousse
Le Chemin de fer Moudania Brousse (CFMB) (Mudanya Bursa Demiryolu) est une ligne ottomane de 41 km reliant le port de Moudania à la ville de Bursa, construite entre 1871 et 1875 et exploitée de 1875 à 1948.

## Histoire
Le 14 août 1871, le gouvernement ottoman décide la construction d'une ligne de chemin de fer entre le port de Moudyana (Mudanya) et le centre-ville de Bourse (Bursa), comptant sur ses propres ressources. 
En raison de difficultés en 1874, la ligne est vendue en cours de construction à deux investisseurs français et elle est achevée en 1875. L'extension vers Bozüyük et le réseau de chemin de fer anatolien (CFOA) est prévue mais ne sera jamais entreprise, plombant l'équilibre économique du service. 
Le 2 janvier 1891, le belge Georges Nagelmackers achète la ligne pour 27 000 £. La ligne est reconstruire en 1892 par la Société de construction des Batignolles en remplaçant l'écartement non standard (1 100 mm) par un écartement métrique. La nouvelle ligne est mise en service le 17 juillet 1892.
La ligne est achetée par les chemins de fer turcs (Türkiye Cumhuriyeti Devlet Demiryolları (TCDD)) en 1932. La ligne n'étant pas très profitable, son service fut arrêté en 1948.

## Bursaray
Le service de métro de Bursaray exploite une de ses lignes sur les rails de l'ancienne CFMB.